# Гвоздезабивной пистолет

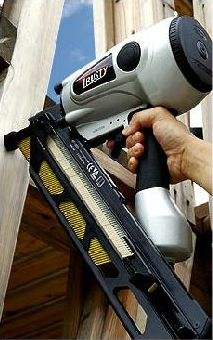
Работа пневматическим нейлером Trusty на каркасных работах

Нейлер (гвоздезабивной пистолет) или нейлган — инструмент предназначенный для забивания крепежа без применения физической силы. Как правило в качестве источника энергии для забивания гвоздя служит сжатый воздух.

## Особенности
Нейлеры разделяют на пневматические, электрические и газовые. Пневматические инструменты обычно легче и мощнее, но требуют компрессор как источник сжатого воздуха.
Существует разделение и по типам расходных материалов — гвоздезабивные, скобозабивные, шпилькозабивные. Расходные материалы не только определяют тип крепежа, но и его размер, калибр и материал, для которого они подходят. Так например нельзя гвоздём для древесины прибивать что-то к бетону.
Широко распространены нейлеры в США и Европе. Этот инструмент помогает ускорить строительство и облегчает работу при сборке деревянного каркаса. Рабочий может забивать гвозди одной рукой, а второй держать материал.

## Принцип работы пневматического нейлера
Для забивания гвоздя нейлеру требуется сжатый воздух, который толкает поршень (боек) и вдавливает гвоздь в материал. Работа практически всех нейлеров происходит по двухэтапному циклу.
1. В первой фазе сжатый воздух находится в рукоятке инструмента и в задней крышке инструмента. Он давит на клапан в крышке, и воздух не поступает в камеру инструмента. В этом состоянии воздух может свободно выйти через дефлектор инструмента.
2. При нажатии на спусковой крючок сжатый воздух перестает поступать в крышку. Клапан в ней пропускает воздух в камеру инструмента, и давление толкает боек вперед, забивая гвоздь.
3. При отпускании спускового крючка воздух возвращается в крышку и закрывает клапан. Поршень возвращается назад силой воздуха, который он сжал перед собой, забивая гвоздь.

Вся энергия сжатого воздуха передается на боек инструмента для вдавливания гвоздя. Сам гвоздь не приобретает кинетической энергии и, соответственно, останавливается в тот момент, когда боек перестает на него воздействовать. По этой причине нейлеры могут работать с материалами любой толщины, не оставляя в них сквозные отверстия.
Пневматические нейлеры имеют механизм защиты от выстрела в воздух. Он называется прижимная скоба. Без прижатия к материалу, инструмент не сработает и выстрелить в воздух не получится.

## Сфера применения
Существует большой ассортимент расходных материалов, которыми работают гвоздезабивные пистолеты. Это и крупные строительные гвозди для сборки деревянных каркасов домов, заборов, паллет, и декоративные гвоздики для отделочных работ. Широко применяются нейлеры в производстве тары, упаковке крупногабаритных товаров (обрешетке), мебельном производстве.

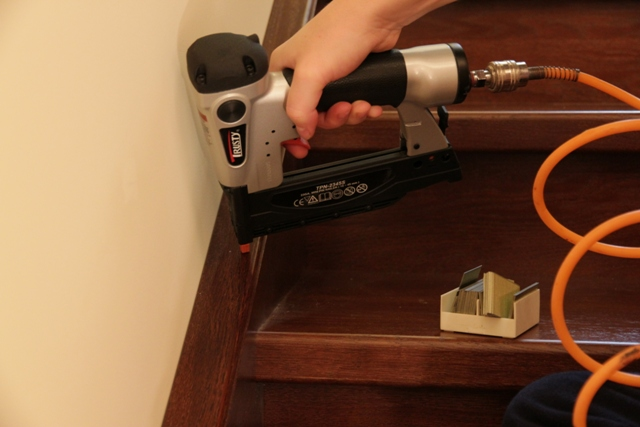
Монтаж щелевой планки нейлером
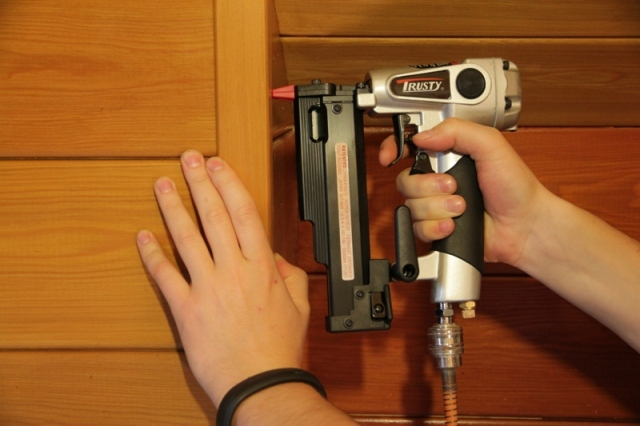
Фиксация уголка шпилькозабивным инструментом